# Club Villa Mitre
Club Villa Mitre é um clube esportivo sediado na cidade de Bahía Blanca, na Província de Buenos Aires, Argentina. Entre os diversos esportes por ele praticados, o clube é mais conhecido pelo futebol, onde comumente participa do Torneo Argentino B, a quarta divisão regionalizada do futebol argentino. O clube é uma referência ao bairro de Villa Mitre, que por sua vez recebe esse nome em homenagem a Bartolomé Mitre, Presidente da Argentina entre 1862 e 1868.

## Futebol
Em 1926, o time de futebol Villa Mitre começou a participar na Liga del Sur, torneio onde participaram equipes de Bahia Blanca e proximidades. Este campeonato tem o privilégio de ser o mais antigo do interior da Argentina. Em 1929, a equipe conquistou o título do Torneo Promocional (Segunda divisão da Liga), e foi promovida para a primeira divisão.
Seu primeiro campeonato veio no torneio local em 1940, e quatro anos depois, o segundo, no já extinto Torneo Provincia de Buenos Aires. Depois de alguns anos, incluindo um rebaixamento (1987), em 1991, voltou a ser coroado campeão da Liga e começou uma campanha que o levou a ser tetracampeão liguista (1991, 92, 93 e 94). Estas circunstâncias permitiram-lhe chegar às fases finais do Torneo del Interior. Alguns jogadores de destaque desse período foram o zagueiro Gustavo Coronel, o meio-campista Alejandro Hidalgo e os atacantes Luis Eduardo "Paco" Sanchez, Daniel Paz e Paul Gilardi.
O Villa Mitre terminou o século XX subindo para a Primera B Nacional: no sábado, 31 de julho de 1999, no Estádio Municipal de Tandil, superou por 3-1 o Club Atlético Douglas Haig de Pergamino, com gols de Martin Carrillo, Paz e Gilardi. Para a equipe fogonero(apelido do Douglas Haig) marcaram José Luis Pelanda, meio-campista que meses mais tarde iria jogar no Villa Mitre. Curiosamente, Douglas Haig tinha impedido o Villa Mitre de subir no ano anterior, quando foi derrotado por 4-2 no mesmo estádio, foi também a única equipe no interior do país que nunca tinha perdido no torneio desde 1986. O clube jogou três temporadas na Primera B Nacional, mas seu orçamento, bem como as mudanças em curso afetaram seu desempenho e resultaram no rebaixamento, ocorrido em 13 de abril de 2002, quando perdeu em casa para o Huracán de Tres Arroyos por 3-2.
Em 22 dezembro de 2005, La Villa venceu nos pênaltis a equipe de General Paz Juniors, sendo campeão da Apertura do Torneo Argentino A. Em 28 de maio de 2006 o Villa Mitre retornou à Primera B Nacional, desta vez derrotando por 4-3 o San Martín de Tucumán. O Villa Mitre retornou ao Torneo Argentino A em meados de 2007.
Uma empresa de gestão da capital federal, assumiu o clube de futebol com a aprovação do presidente Daniel Rodriguez. No entanto, os resultados nas temporadas seguintes foram bastante ruins, por isso a empresa voltou em meados de 2009 a gestão à comissão executiva, liderada por seu presidente com a empresa Gustavo Salazar e Martin Neuman. Em 22 de maio de 2011 foi despromovido do Torneo Argentino A e foi para o Torneo Argentino B.
Em 2015 sagrou-se campeão do Torneo Federal B marcando seu retorno à terceira categoria do futebol argentino, desde então atua no Torneo Federal A.

## Títulos
| NACIONAIS | NACIONAIS                         | NACIONAIS | NACIONAIS                                            |
|           | Competição                        | Títulos   | Temporadas                                           |
| --------- | --------------------------------- | --------- | ---------------------------------------------------- |
|           | Campeonato Argentino - 3° Divisão | 1         | Torneo Argentino A 2005-06                           |
|           | Campeonato Argentino - 4° Divisão | 1         | Torneo Federal B 2015                                |
| REGIONAIS |                                   |           |                                                      |
|           | Competição                        | Títulos   | Temporadas                                           |
|           | Liga del Sur - 1° Divisão         | 9         | 1940, 1944, 1991, 1992, 1993, 1994, 1998, 2003, 2017 |
|           | Liga del Sur - 2° Divisão         | 3         | 1929, 1988, 2002.                                    |